# Palacio Estilistas
Palacio Estilistas es una película española de comedia de 2024, escrita y dirigida por Moisés Martín en su ópera prima. Está protagonizada por Goya Toledo, Pastora Vega, Alex Peral, Julia Fernández, Carlos Hipólito, Lolita Flores, Nicolás Mota, Diana de María, Sandra Martín Gómez, Juanma Lara y Ramiro Blas. Su estreno fue el 12 de enero de 2024, con distribución de Syldavia Cinema.

## Reparto
- Goya Toledo como Juana Palacio
- Pastora Vega como Keka
- Alex Peral como Lucas
- Julia Fernández como Alba
- Carlos Hipólito como Ignacio
- Lolita Flores como Pepa Póstigo
- Nicolás Mota como Rafaelito
- Diana de María como María
- Sandra Martín como Míriam
- Juanma Lara como Paco
- Ramiro Blas como Joaquín

## Producción
El 15 de marzo de 2023, se anunció por primera vez la película Palacio Estilistas, la cual estaría dirigida por Moisés Martín en su debut como director de largometrajes, cuyo rodaje ya había comenzado en Madrid el 20 de febrero de 2023, con Goya Toledo, Pastora Vega, Carlos Hipólito Julia Fernández y Alex Peral como parte del reparto protagonista. El rodaje de la cinta prosiguió en Leganés, para después finalizar el 23 de marzo de 2023 en Las Palmas de Gran Canaria.

## Lanzamiento y marketing
En julio de 2023, Syldavia Cinema programó por primera vez el estreno de Palacio Estilistas para el 11 de noviembre de 2023. En octubre de 2023, la película fue retrasada del 11 de noviembre al 15 de diciembre de 2023. El 16 de noviembre de 2023, Syldavia Cinema sacó el tráiler y el póster de la película y programó su estreno para el 12 de enero de 2024.

## Recepción

### Taquilla
En su primera semana, Palacio Estilistas se estrenó en 30 cines, coincidiendo principalmente con los estrenos de Valle de sombras, Chicas malas y Beekeeper: El protector, entre otras cintas. En su estreno, el largometraje recaudó 3.864 euros en 27 cines, para un promedio por sala de 143 euros, debutando fuera del Top 25 de la taquilla; aunque se desconoce el puesto exacto en el que debutó de forma definitiva, en las recaudaciones provisionales ocupó el puesto 32 de la taquilla. En su segunda semana, la película cayó un 84%, recaudando 576 euros en cuatro cines, para un promedio por sala de 144 euros y un acumulado de 5.226 euros. Para su tercera semana, Palacio Estilistas desapareció casi completamente de la taquilla, recaudando solo 12 euros en un cine, para un acumulado de 5.310 euros.

### Crítica
Palacio Estilistas ha recibido críticas mixtas por parte de los críticos. Emiliano Basile de Escribiendo Cine le dio a la película un 5.0 de 10, escribiendo que "por más que la película cuenta con un elenco dispuesto a construir estereotipos desmedidos, ese tono hilarante no siempre se logra" y que "más allá de este despliegue escenifico y los giros de su argumento [...] la producción no puede disimular sus altibajos", aunque elogió la dirección artística de Javier Tapia, escribiendo que "con una brillante paleta de colores, 'pinta' las escenas de un colorido festival kitsch". Pedro de Frutos de El Ónfalos le dio a la cinta un 5.3 de 10, escribiendo de la historia que "tiende a un desmadre controlado, con personajes estrambóticos, como corresponde a la idea principal" y del elenco que "no puede ocultar su diversión con los roles que les han tocado en suerte", pero achacó que al director de la película, Moisés Martín, "la propuesta se le termina yendo de las manos" y que "quiere ser extravagante y rompedor a través de una historia a la que le falta más mala uva para impresionar definitivamente",  Fernando Gálligo Estévez de Cinemagavia le dio a la película un 6.5 de 10, escribiendo que el guion "está bien construido engarzando secuencias con diversidad de gags que provocan las risas de los espectadores" y que sus ingredientes "están bien dosificados", además de calificar la dirección de fotografía de Alex Bokhari como "brillante".
Por otra parte, José María Areste de deCine21 le dio a la cinta un 4 de 10, describiéndola como "un 'quiero y no puedo', y es que el género [de la comedia de enredo] exige ingenio y sentido del ritmo, que a la película le faltan" y diciendo que sus sorpresas y revelaciones de guion "son un poco de culebrón, y sobre todo, falta chispa", concluyendo que "aunque la veteranía es un grado, poco pueden hacer actores tan estupendos [...] para salvar la función, que resulta algo anodina, como desangelada".